# Maison de Nikola Nestorović
La maison de Nikola Nestorović (en serbe cyrillique : Кућа Николе Несторовића ; en serbe latin : Kuća Nikole Nestorovića) est située à Belgrade, la capitale de la Serbie, dans la municipalité urbaine de Savski venac. Construite en 1903, elle est inscrite sur la liste des biens culturels de la ville de Belgrade.

## Présentation
La maison a été construite en 1903, sur les plans de l'architecte Nikola Nestorović, professeur à l'Université de Belgrade, qui y a également vécu. Elle est caractéristique du style académique. La façade a été décorée par Franja Valdman.

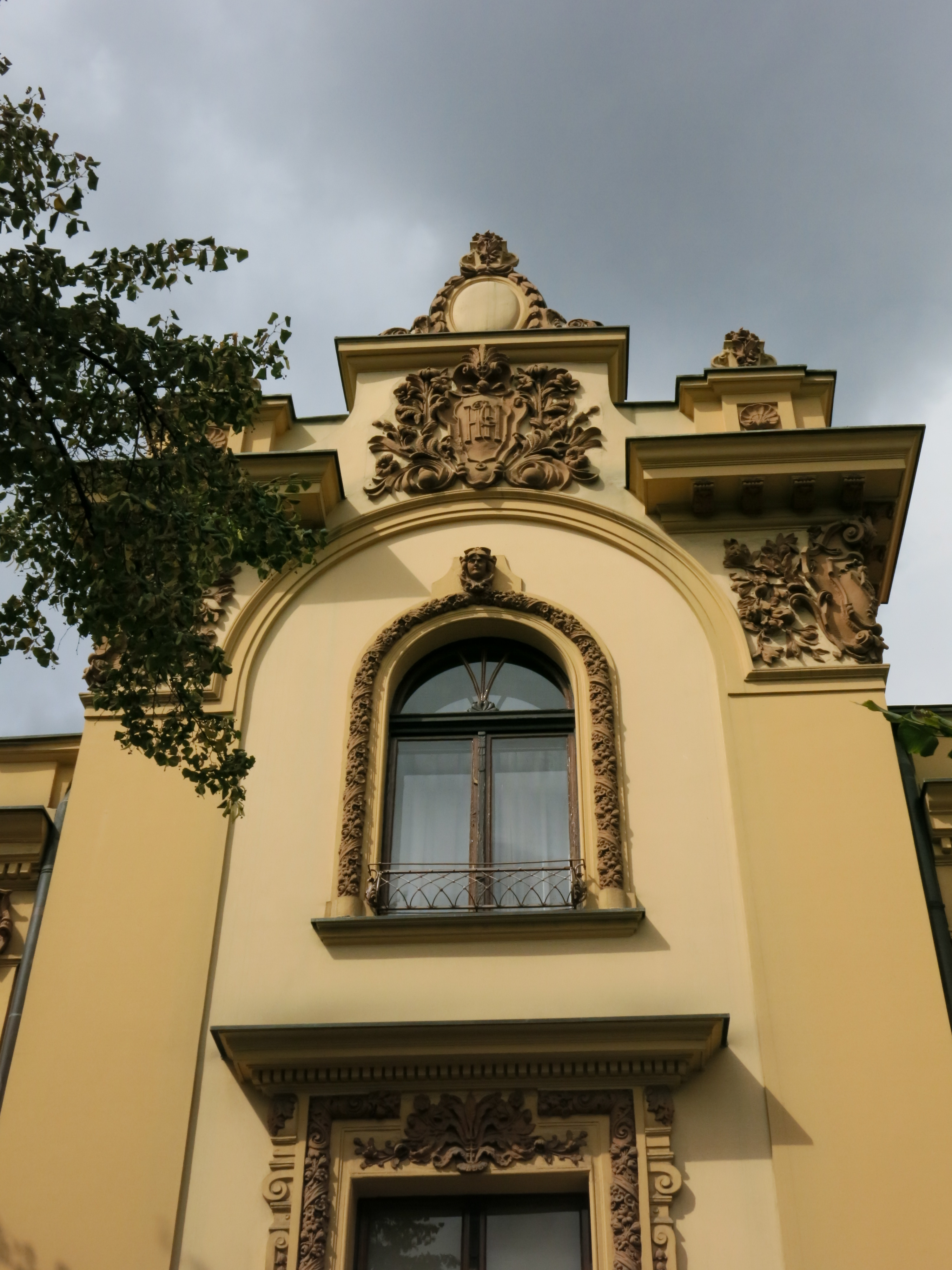
Détail de la façade